# Аналитичка хемија
Аналитичка хемија је дисциплина хемије која се бави анализом различитих материјала са циљем добијања податке о њиховој структури и хемијском саставу. Аналитичка хемија је студија сепарације, идентификације, и квантификације хемијских компоненти природних или вештачких материјала. Квалитативна анализа производи индикацију о идентитету хемијске врсте у узорку, а квантитативна анализа одређује количину појединих компоненти супстанце. Сепарација компоненти се често врши пре анализе.
Аналитички методи се могу рашчланити на класичне и инструменталне. Класични методи (такође познати као методи мокре хемије) користе сепарације као што су преципитација, екстракција и дестилација, и квалитативну анализу по боји, мирису и тачки топљења. Класична квантитативна анализа се остварује мерењем тежине или запремине. Инструментални методи користе инструменте за мерење физичких квантитета анализиране материје, као што су апсорпција светлости, флуоресценција и проводност. Сепарација материјала се остварује користећи хроматографију, електрофорезу или методе фракционације поља протока.
Аналитичка хемија такође има фокус на побољшањима експерименталног дизајна, хемометрици, и креирању нових оруђа за мерење да би се пружиле боље хемијске информације. Аналитичка хемија налази примену у форензици, биоанализи, клиничкој анализи, анализи животне средине, и анализи материјала.

## Историја
Аналитичка хемија је била важна од раних дана хемије. Она је пружала методе за одређивање елемената и хемикалија који су присутни у датом објекту. Током тог периода остварени су знатни аналитички доприноси у хемији. Они обухватају развој систематске анализе елемената захваљујући раду Јустус фон Либига, и систематске органске анализе базиране на специфичним реакцијама функционалних група.
Прва инструментална анализа је била пламена емисиона спектрометрија коју је развили Роберт Бунзен и Густаф Кирхоф, који је такође открио рубидијум (Rb) и цезијум (Cs) 1860. године.
Већина значајних унапређења у аналитичкој хемији се одвила након 1900. године. Током тог периода инструментална анализа је постала прогресивно доминантна у пољу. Специфично многе основне спектроскопске и спектрометријске технике су откривене током раног 20. века и рафиниране током остатка 20. века.
Сепарационе науке су следиле са сличном хронологијом развоја и такође су у све већој мери бивале трансформисане у инструменте високих перформанси. Током раних 1970-их многе од тих техника су почеле да се користе заједно да би се остварила комплетна карактеризација узорака.
Почевши од 1970-их па до данас аналитичка хемија је прогресивно почела да узима све више учешћа у разматрању биолошких питања (биоаналитичка хемија), док је раније она углавном имала фокус на неорганским или малим органским молекулима. Ласери су све више коришћени у хемији као сонде, као и за започињање и модификовање широког варијетета реакција. У касном 20. веку је такође дошло до експанзије примене аналитичке хемије, од решавања донекле академских хемијских питања, до баљења форензичким, еколошким, индустријским и медицинским питањима, као на пример примена у хистологији.
Модерна аналитичка хемија је доминирана инструменталном анализом. Многи аналитички хемичари имају фокус на појединачном типу инструмента. Академски радници имају тенденцију да раде на новим облицима примене уређаја и новим методама анализе. Откриће хемикалија присутних у крви које повишавају ризик од канцера је пример открића у коме би аналитички хемичар вероватно учествовао. Настојање да се развије нови метод може да обухвати употребу подесивог ласера ради повећања специфичности и сензитивности спектрометријског метода. Многи методи, једном развијени, намерно се одржавају у статичком стању, тако да се подаци могу упоређивати током дужих временских периода. Ово је посебно истинито у индустријском осигурању квалитета (QA), форензици и еколошким применама. Аналитичка хемија има све важнију улогу у фармацеутској индустрији, где се она осим у осигурању квалитета користи у процесу откривања нових кандидата лекова, и у клиничким применама где је разумевање интеракција између лека и пацијената критично.

## Подела
Аналитичка хемија може да се подели на две основне гране:
- квалитативну и
- квантитативну
  - Квалитативна неорганска анализа анализира присуство неког хемијског елемента или неорганског једињења у датој формули.
  - Квалитативна органска анализа анализира присуство неке функционалне групе или органског једињења у датој формули..
  - Квантитативна анализа|Квантитативна анализа одређује количину неког елемента или хемијског једињења у датој формули.

## Технике
Постоји велики број техника којима се одвајају, детектују или мере хемијски састојци као што су:
- Сепарација (разлагање) са циљем да се измери тежина или волумен финалног продукта.
- Титрација
- Анализа супстанције са инструментима, помоћу спектроскопије
- Масена спектроскопија се користи за одређивање молекуларне масе, састава и структуре неког елемента у формули помоћу јонизације молекула.
- У многим техникама се комбинују две или више аналитичке методе (називају се и "хибридни методи").

## Класични методи
Мада је модерна аналитичка хемија доминирана софистицираном инструментацијом, корени аналитичке хемије и неки од принципа коришћених у модерним инструментима произилазе из традиционалних техника, многе од којих су још увек у употреби. Те технике такође теже да формирају основу већине додипломских аналитичко хемијских образовних лабораторија.

### Квалитативна анализа
Квалитативна анализа одређује присуство или одсуство датог једињења, мада не у облику масе или концентрације. По дефиницији, квалитативне анализе не мере количину.

#### Хемијски тестови
Постоје бројни квалитативни хемијски тестови, на пример киселински тест за злато и Кастл–Мејеров тест за присуство крви.

#### Пламени тестови
Неорганске квалитативне анализе се генерално односе на систематске шеме за потврђивање присуства појединих, обично растворених у води, јона или елемената извођењем серије реакција које елиминишу опсеге могућности и тиме потврђују претпостављено присуство јона. Понекад су мали јони који садрже угљеник уврштени у такве шеме. Са развојем модерне инструментације ти тестови се ретко користе, мада могу да буду корисни за образовне сврхе и у теренском раду, или другим ситуацијама где софистицирани инструменти нису доступни или сврсисходни.

### Квантитативна анализа
Квантитативна анализа може подразумијевати мерење масе или запремине аналита. Такође, могуће је мерити неку величину која је пропорционална количини аналита у узорку, нпр. интензитет светлости, електрична проводљивост, итд. Гравиметријске методе се односе на одређивање масе аналита или неке супстанце која је са њим у вези. Волуметријске методе мјере запремину раствора реагенса, који треба утрошити за потпуну реакцију са аналитом. Електроаналитичке методе подразумевају мерење електричних особина као нпр. потенцијал, јачина струје, отпор или количина набоја. Спектроскопске методе се базирају на мерењу интеракције између електромагнетног зрачења и компонената узорка. Такође, постоје и друге специфичне методе као нпр. масена спектроскопија, мерење брзине радиоактивног распада, топлоте реакције, оптичке активности, индекса преламања, итд.

#### Гравиметријска анализа
Гравиметријска анализа обухвата одређивање количине материјала присутног по тежини у узорку пре и/или након неке трансформације. Она се обично користи у додипломском образовању за одређивање количине воде у хидрату, загревањем узорка се уклања вода тако да разлика у тежини одговара губитку воде.

#### Волуметријска анализа
Титрација обухвата додавање реактанта у раствор који се анализира, док се не достигне извесна равнотежна тачка. Често се може одредити количина материјала у анализираном узорку раствора. Једна од познатијих је кисело-базна титрација, при којој долази до промене боје индикатора. Постоје многи други типови титрација, на пример потенциометријске титрације. Те титрације могу да користе различите типове индикатора да би одредило достизање одређене тачке еквиваленције.

## Инструментални методи

### Спектроскопија
Спектроскопија мери интеракцију молекула са електромагнетном радијацијом. Спектроскопија се обухвата мноштво различитих облика примене, као што су атомска апсорпциона спектроскопија, атомска емисиона спектроскопија, ултравиолетно-видљива спектроскопија, Рентгенска флуоресцентна спектроскопија, инфрацрвена спектроскопија, Раманова спектроскопија, дуална поларизациона интерферометрија, нуклеарно магнетно резонантна спектроскопија, фотоемисиона спектроскопија, Месбауерова спектроскопија, итд.

### Масена спектрометрија
Масена спектрометрија мери однос масе и наелектрисања молекула користећи електрична и магнетска поља. Постоји неколико јонизационих метода: електронски импакт, хемијска јонизација, електроспреј, брзо атомско бомбардовање, матрицом потпомогнута ласерска десорпциона јонизација, и друге. Такође, масена спектрометрија се категорише по приступу масених анализатора: магнетни-сектор, квадриполни масени анализатор, квадриполна јонска клопка, време лета, Фоурије трансформисана јонска циклотронска резонанца, итд.

### Електрохемијска анализа
Електроаналитички методи мере потенцијал (волте) и/или струју (ампере) у електрохемијској ћелији која садржи аналит. Ови методи се могу категорисати по аспектима ћелије који су контролисани и који се одређују. Постоје три главне категорије: потенциометрија (мери се разлика електродног потенцијала), кулометрија (мери се ћелијска струја у току временског интервала), и волтаметрија (мери се струја ћелије док се активно мења ћелијски потенцијал).

### Термална анализа
Калориметрија и тхермогравиметријак анализа мере интеракцију материјала и топлоте.

### Сепарација
Сепарациони процеси се користе за смањење комплексности смеша материјала. Хроматографија, електрофореза и фракционација поља протока су представници овог поља.

### Хибридне технике
Комбинације горе описаних техника могу да производу „хибридне“ технике. Постоје бројни примери употребе хибридних техника: гасна хроматографија-масена спектрометрија, гасна хроматографија-инфрацрвена спектроскопија, течна хроматографија-масена спектрометрија, течна хроматографија-НМР спектроскопија, течна хроматографија-инфрацрвена спектроскопија и капиларна електрофореза-масена спектрометрија.
Хибридне сепарационе технике обухватају комбинацију две или више техника за детектовање и раздвајање хемикалија из раствора. Најчешће је друга техника нека форма хроматографије. Хибридне технике су у шикокој употреби у хемији и биохемији.

### Микроскопија
Визуализација појединачних молекула, ћелија, биолошких ткива и наноматеријала је важан и атрактиван приступ у аналитичкој науци. Исто тако, хибридизација са другим традиционалним аналитичким оруђима производи револуционарне промене у аналитичкој науци. Микроскопија се може груписати у три различита поља: оптичка микроскопија, електронска микроскопија, и микроскопија скенирајућом сондом. Недавно је ово поље доживело брз напредак због усавршавања рачунара и камера.

### Лабораторија на чипу
Лабораторије на чипу су уређаји који интегришу (вишеструке) лабораторијске функције на једном чипу величине од само неколико милиметара до неколико квадратних центиметара и који имају способност руковања екстремно малим запреминама течности, мањим од пиколитра.

## Грешке
Грешка се може дефинисати као нумеричка разлика између уочене и стварне вредности.
Грешке између стварне и уочене вредности у хемијским анализама се могу повезати једначином
{\displaystyle E=O-T}
где је
E = апсолутна грешка,
O = уочена вредност,
T = стварна вредност.
Грешка мерења је инверзна мера прецизности мерења, тј. што је мања грешка то је већа прецизност мерења. Грешке се релативно изражавају као:
{\displaystyle {\frac {E}{T}}} × 100 = % грешке,
{\displaystyle {\frac {E}{T}}} × 1000 = по хиљадитом делу грешке

## Стандарди

### Стандардна крива
Општи метод за анализу концентрације обухвата креирање калибрационе криве. Тиме се омогућава детерминација количине хемикалије у материјалу поређењем резултата непознатог узорка са серијом познатих стандарда. Ако је концентрација елемента или једињења у узорку сувише висока за детекциони опсег дате технике, узорак се може једноставно разблажити чистим растварачем. Ако је количина у узорку испод опсега мерења инструмента, користи се метод адиције. У том методу се додаје позната количина елемента или једињења које се студира, и одређује се разлика између измерене и додате концентрације.

### Унутрашњи стандарди
У неким случајевима се додаје унутрашњи стандард познате концентрације директно у аналитички узорак да би се омогућила квантификација. Количина присутног аналита се затим одређује релативно на унутрашњи стандард као калибрант. Идеални унутрашњи стандард је изотопски обогаћени аналит, који се користи у методу изотопног разређивања.

### Стандардна адиција
Метод стандардне адиције се користи у инструменталној анализи за одређивање концентрације супстанце (аналита) у непознатом узорку путем поређења са сетом узорака познате концентрације, слично коришћењу калибрационе криве. Стандардна адиција се може применити у већини аналитичких техника и користи се уместо калибрационе криве за решавање проблема матричног ефекта.

## Сигнали и шум
Једна од најважнијих компоненти аналитичке хемије је максимизација жељеног сигнала уз минимизацију асоцираног шума. Аналитичка мера вредности је позната као однос сигнала и шума (С/Н или СНР).
Шум може да настане као последица фактора околине, као и услед фундаменталних физичких процеса.

### Термални шум
Термални шум је последица кретања носилаца наелектрисања (обично електрона) у електричном колу генерисаног њиховим термалним кретањем. Термални шум је бели шум, што значи да је снага спектралне густине константна широм фреквентног спектра.
Вредност квадратне средине термалног шума у отпорнику је дата релацијом
{\displaystyle v_{RMS}={\sqrt {4k_{B}TR\Delta f}},}
где kB означава Болцманову константу, T температуру, R је отпор, и {\displaystyle \Delta f} је ширина фреквентног опсега фреквенције {\displaystyle f}.

### Шум ударца
Шум ударца је тип електронског шума, који се јавља кад је коначни број честица (као што су електрони у електронском колу или фотони у оптичком уређају) довољно мали да произведе статистичке флуктуације сигнала.
Шум ударца је Поасонов процес и носиоци наелектрисања који сачињавају струју следе Поасонову дистрибуцију. Квадратна средина флуктуација струје је
{\displaystyle i_{RMS}={\sqrt {2\,e\,I\,\Delta f}}}
где e означава елементарно наелектрисање, а I је просечна струја. Шум ударца је бели шум.

### Треперећи шум
Треперећи шум је електронски шум са 1/ƒ фреквентним спектром; при порасту f, шум се смањује. Треперећи шум настаје из разних извора, као што су нечистоће у проводном каналу, генерисања и рекомбинације шума у транзистору услед базне струје, итд. Тај шум се може избећи модулацијом сигнала на вишој фреквенцији, на пример путем употребе фиксног појачавача.

### Шум околине
Шум околине произлази из околине аналитичког инструмента. Извори електромагнетне буке су далеководи, радио и телевизијске станице, бежични уређаји, компактне флуоросцентне лампе и електрични мотори. Многи од тих извора шума имају узак опсег и стога се могу избећи. Топлотна и вибрациона изолација могу да буду неопходни за неке инструменте.

### Редукција шума
Редукција шума се може остварити било путем хардвера или софтвера. Примери хардверске редукције шума су употреба оклопљених каблова, аналогног филтрирања, и модулације сигнала. Примери софтверске редукције шума су дигитално филтрирање, ансамбл просек и методе корелације.

## Примене
Аналитичко хемијско истраживање је у великој мери вођено перформансом (сензитивност, селективност, робусност, линеарни опсег, тачност, прецизност, и брзина), и трошком (куповина, рад, тренинг, време и простор). Међу главним гранама савремене аналитичке атомске спектрометрије, најраширенија и најуниверзалнија је масена спектрометрија. У области директне елементарне анализе чврстих узорака, нови лидери су масена спектроскопија ласером индукованог распада и ласерске аблације, и сродне технике са трансфером продуката ласерске аблације у индуктивно спрегнуту плазму. Успеси у дизајну диодних ласера и оптичких параметарских осцилатора подстичу даљи развој флуоресцентне и јонизационе спектрометрије, а исто тако апсорпционих техника, где се очекује повећање коришћења оптичких шупљина с циљем продуживања ефективног апсорпционог пута. Употреба метода базираних на плазми и ласерима се повећава. Интерес за апсолутном (без-стандардном) анализом је оживео, а посебно у емисионој спектрометрији.
Велики напори се улажу у компресовању аналитичких техника до величине чипа. Мада постоји мали број примера где су такви системи конкурентни традиционалним аналитичким техникама, потенцијалне предности обухватају величину/портабилност, брзину, и трошак. Хемија на микро скали редукује количине кориштених хемикалија.
Многа од унапређења поспешују анализу биолошких система. Примери брзо растућих поља у овој области су:
- Геномика - ДНК секвенцирање и повезана истраживања. Генетски отисци прстију и ДНК микрочип су важни алати и истраживачка поља.
- Протеомика - анализа протеинских концентрација и модификација, нарочито у одговору на различите стресове, у различитим фазама развоја, или у различитим деловима тела.
- Метаболомика - слична је протеомици, али се бави метаболитима.
- Транскриптомика - иРНК и њој сродно поље
- Липидомика - липиди и њима сродано поље
- Пептидомика - пептиди и њима сродано поље
- Металомика - слична је протеомици и метаболомици, али се бави концентрацијама метала и посебно у њиховог везивања за протеине и друге молекуле.

Аналитичка хемија има критичну улогу у разумевању базних наука и у мноштву практичних апликација, као што су биомедицинске примене, еколошко надгледање, контрола квалитета индустријске производње, низ форензичких примена, итд.
Недавни развој компјутерске аутоматизације и информацијске технологије је проширио област примене аналитичке хемије у бројна нова биолошка поља. На пример, аутоматизоване машине за ДНК секвенцирање су биле основа за завршетак пројеката људског генома из чега је настало поље генетике. Идентификација протеина и секвенцирање пептида масеном спектрометријом је отворило ново поље протеомике.
Аналитичка хемија је била незаменљива област у развоју нанотехнологије. Инструменти за карактеризацију површина, електронски микроскопи и микроскопи скенирајућих сонди су омогућили научницима да визуализују атомске структуре уз хемијску карактеризацију.